# Relațiile dintre România și Rusia

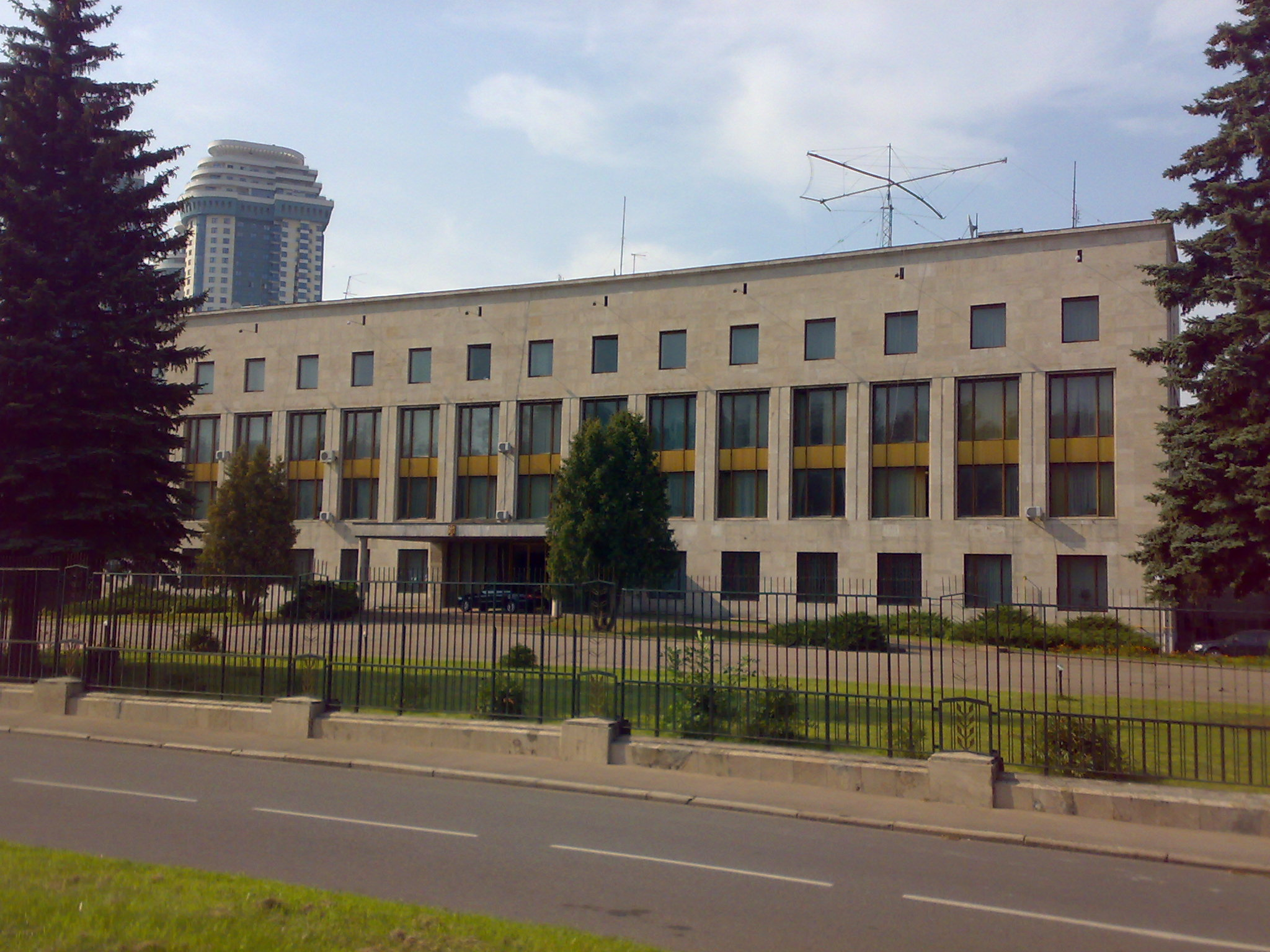
Ambasada României la Moscova

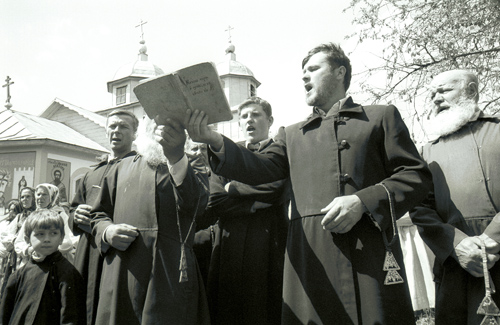
Lipoveni (Ruși pe stil vechi) în timpul unei ceremonii în fața unei biserici din satul românesc Slava Cercheză în 2004 (fotografie de Mikhail Evstafiev.)

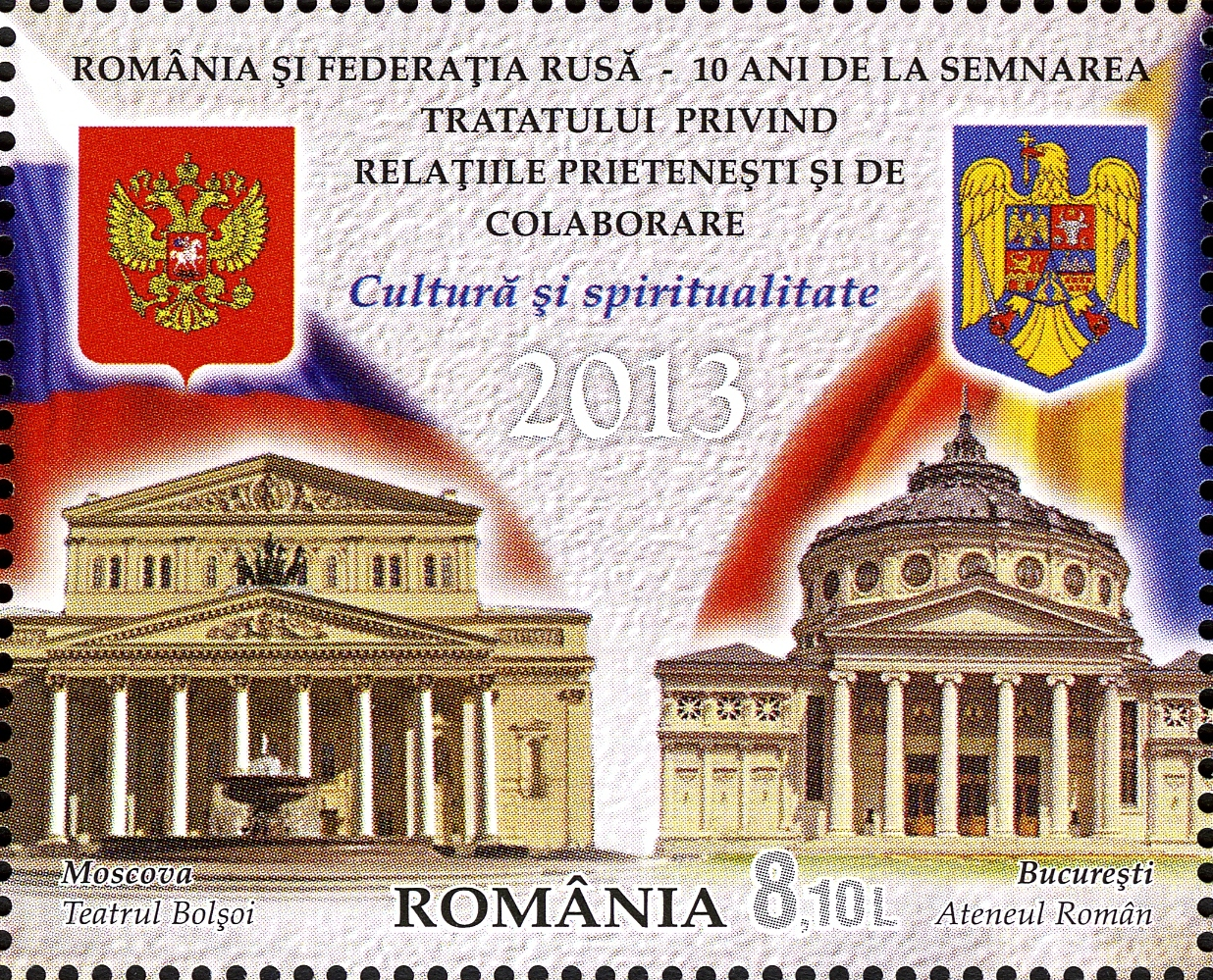
Timbru românesc sărbătorind înțelegerea dintre cele două țări

Relațiile româno-ruse sunt relațiile externe dintre România și Federația Rusă. România are o ambasadă la Moscova și două consulate generale (în Rostov-pe-Don și Sankt Petersburg). Rusia are o ambasadă în București și un consulat general la Constanța. Relațiile istorice au oscilat între cooperare strânsă, neutralități, conflicte armate, ură și ostilitate. Ambele țări au refuzat să recunoască independența regiunii Kosovo față de Serbia sprijinind puternic integritatea teritorială a republicii sârbe. Aproximativ 30.000 de ruși trăiesc în România, majoritatea în județul Tulcea (lipoveni) și 5.308 de români trăiesc în Rusia, în special în Orientul Îndepărtat Rus. Ambele țări sunt membre cu drepturi depline în Organizația pentru Securitate și Cooperare în Europa.
Relațiile româno-ruse sunt marcate de problema tezaurului românesc din Rusia și de chestiunea Republicii Moldova, teritoriu considerat uneori de români ca furat de Rusia.
Recent relațiile româno-ruse au fost tensionate și mai rău de declarațiile lui Traian Băsescu cum că ar fi trecut Prutul dacă ar fi fost în locul mareșalului Ion Antonescu, declarații date într-o emisiunea din 22 iunie 2011 de la B1TV.
Răspunsul președintelui a stârnit reacții violente la Moscova, gen bravadă nerușinată.
Într-un sondaj din iulie 2014 s-a realizat un top al țărilor față de care românii nutresc un sentiment mai degrabă pozitiv.
Germania ocupă prima poziție iar Rusia ultima poziție.
Pentru Rusia doar 37% din respondenți nutresc simpatie iar peste jumătate dintre români (51,4%) au declarat că au un sentiment mai degrabă negativ față de Moscova.
În contextul relațiilor tensionate dintre Uniunea Europeană și Rusia (ca urmare a susținerii de către Moscova a separatiștilor din Ucraina) Rusia a suspendat importurile de carne de vită din România, sub pretextul unui caz de îmbolnăvire cu boala vacii nebune. Autoritatea Națională Sanitară Veterinară și pentru Siguranță Alimentelor (ANSVSA) din România a luat poziție, anunțând că Federația Rusă interzicea exporturi inexistente, în plus, era vorba de un caz atipic, după cum a constantat și laboratorul specializat din Weybridge. Ministrul român al agriculturii a luat poziție, arătând că interdicția Rusiei ar putea afecta România doar indirect, prin presiunea creată de producătorii europeni nevoiți să redirecționeze exporturile spre piața internă. Comisarul european Dacian Cioloș a luat poziție, afirmând că Politica Agricolă Comună are instrumentele necesare pentru a face față presiunilor ruse.
În septembrie 2014, conform unui document adresat de președintele ucrainean Petro Poroșenko președintelui Comisiei Europene, Vladimir Putin ar fi declarat că dacă dorește, trupele rusești ar putea fi în două zile în mai multe capitale ale Europei de Est, printre care Kiev, Riga, Vilnius, Tallin, Varșovia și București. În plus, președintele rus ar fi declarat că țara sa poate prin relații bilaterale să oprească decizii în Consiliu care ar avea pentru ea consecințe negative.
În octombrie 2014, președintele României Traian Băsescu, a declarat că ”niciun gram, niciun metru cub de gaz românesc nu va tranzita proiectul South Stream”, care va trece prin Bulgaria, precizând că exporturile românești de gaze se vor face prin Transgaz. În decembrie 2014, pe final de mandat, Traian Băsescu și-a reinterat poziția opunându-se din nou reluării proiectului South Stream, sugerând că acesta ar transforma România într-o țară dependentă de infrastructura Gazprom.
În octombrie 2015 a fost inaugurat Cimitirul militarilor români de la Rossoșka.

## Începuturi
O serie de războaie ruso-turce au fost date pe teritoriul țărilor române. Deși inițial românii au avut încredere în ruși, considerându-i eliberatori ortodocși de sub suzeranitatea Imperiului Otoman, aceștia și-au schimbat părerea de-a lungul timpului, mai cu seamă din pricina ocupării Basarabiei. 
Imperiul Rus a sprijinit Mișcarea separatistă de la Iași din 3 aprilie 1866.
Românii și rușii au luptat împreună împotriva Imperiului Otoman în 1877-1878, după care Dobrogea, pe care rușii o ocupaseră de la otomani, a fost dată României iar independenta țării noastre a fost recunoscută. Rușii, totuși, au ocupat Sudul Basarabiei, care fusese dat României prin acordul care a urmat Războiului Crimeei. Ulterior, în rândul populației a circulat informație despre Imperiul Rus cum ca ar dori anexarea României.  Mihai Eminescu scrie despre controversa anexării astfel:
„Rusia nu se mulțumește de a fi luat o parte mare și frumoasă din vatra Moldovei, nu se mulțumește de a fi călcat peste granița firească a pământului românesc, ci voiește să-și ia și sufletele ce se află pe acest pământ și să mustuiască o parte din poporul român.”

## Perioada interbelică
Relațiile româno-sovietice din perioada interbelică

## Al Doilea Război Mondial
În urma ultimatului care ordona cedarea Basarabiei și Nordului Bucovinei către U.R.S.S., precum și valul de deportări împotriva "capitaliștilor" a înrăutățit părerea românilor despre ruși.  În 1941, aliată Germaniei Naziste, România atacă Uniunea Sovietică. Basarabia, Bucovina și ținutul Herța sunt eliberate iar armata română își continuă campania militară împotriva Uniunii Sovietice, ocupând regiunea dintre Nistru și Bug, ulterior numită Guvernământul Transnistriei. Pe 23 august 1944, regele Mihai I îl înlătură pe Ion Antonescu din conducere și întoarce România de partea Aliaților. Armata sovietică ajută România în recâștigarea Ardealului de Nord de la maghiari. Scriitorul Mihail Sebastian descrie atmosfera în timpul ocupației sovietice:
„Sălbăticie, teamă, neîncredere. Soldații ruși violează femeile (după cum îmi povestea Dina Cocea ieri). Soldații opresc mașinile, scot afară șoferul și pasagerii, se urcă la volan și demarează. Magazine jefuite. În după-amiaza aceasta, la Zaharia, trei dintre ei au spart magazinul și au furat ceasuri. (Ceasurile sunt jucăriile pe care le plac cel mai mult).”
Armata rusă s-a retras din România în 1958.

## Cultura
Pe vremea Războiului Rece, România s-a aflat în axa de influență a Rusiei Sovietice și a fost mult popularizată cultura rusească. Aceasta a fost introdusă în România prin mai multe medii, precum cinematografia (Sovromfilm) sau posturile de radio care distribuiau cântece rusești.

## Români în Rusia
În secolul 18, țarina Ecaterina I a Rusiei a primit aproximativ 32.000 de oameni care au migrat în Rusia.
Ajunși aici, au primit un teritoriu de așezare, în zona Kiev.
Regiunea a fost denumită apoi „Serbia nouă", pentru că, probabil, au existat și mulți emigranți sârbi.
Emigranții români au înființat circa 40 de sate, botezate după numele celor de unde plecaseră: Pecica, Nădlac, Șemlac, Șiria, Ineu, Păuliș etc.